# Tirol (Adelsgeschlecht)

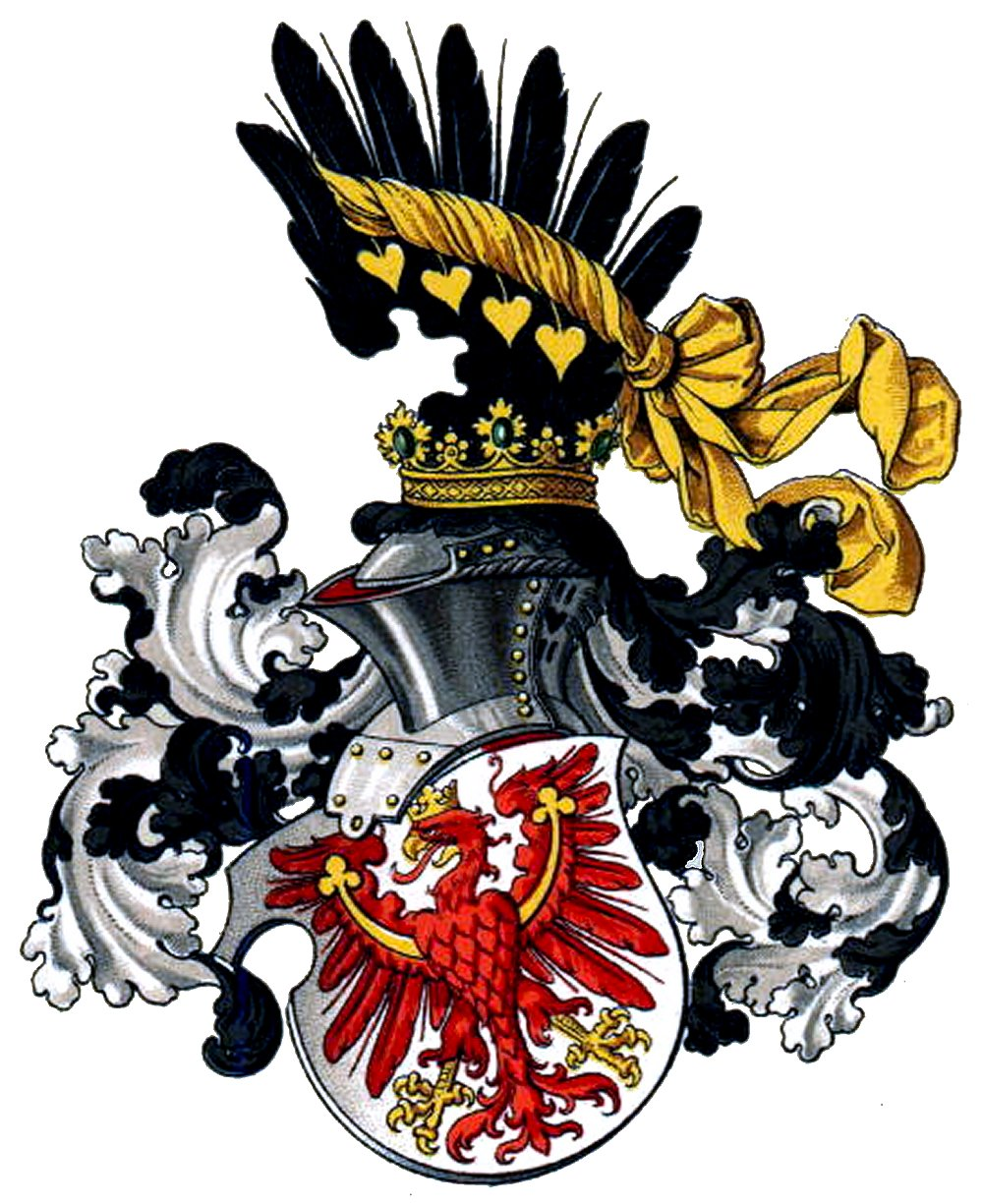
Wappen derer von Tirol

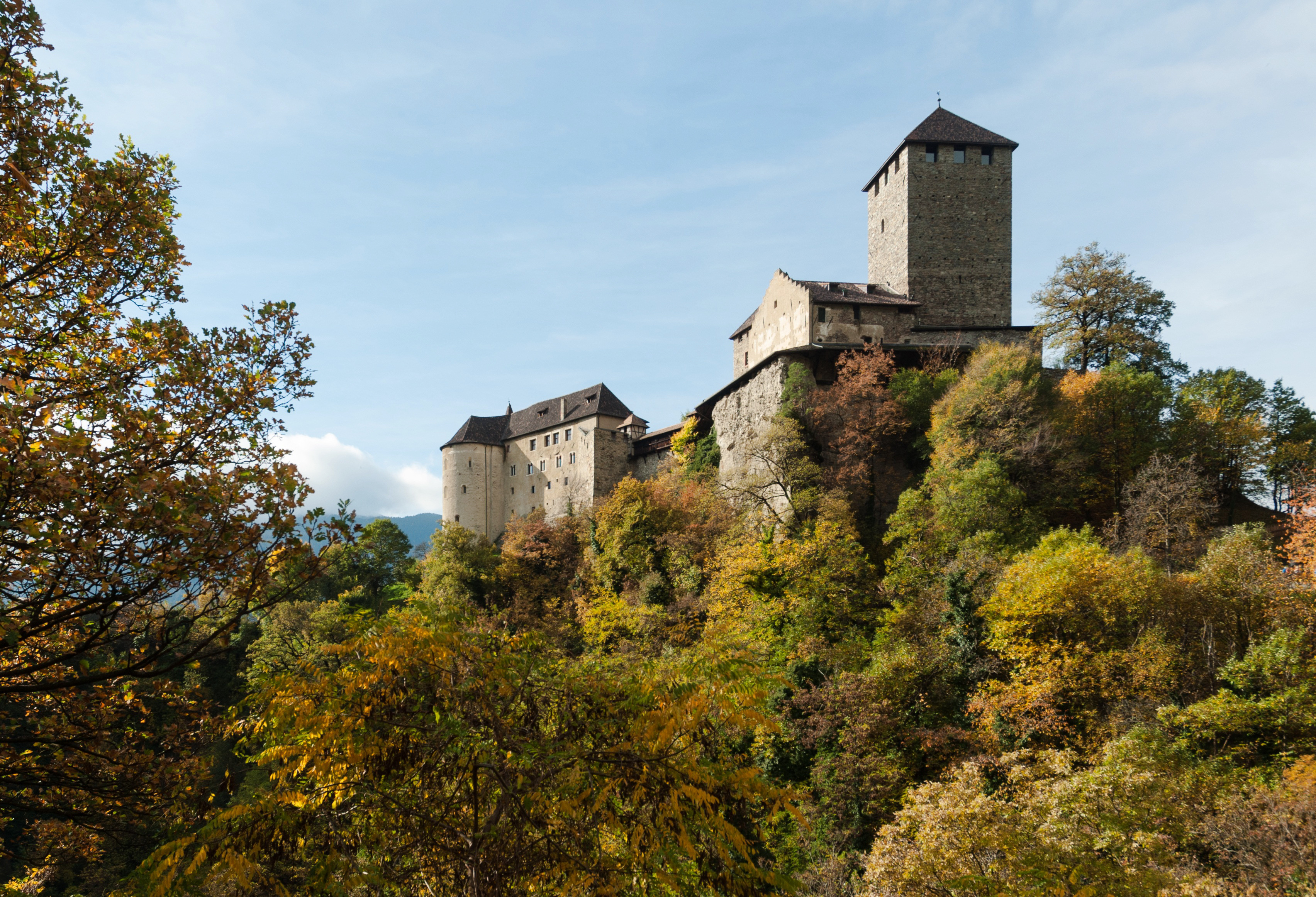
Schloss Tirol bei Meran

Die älteren Grafen von Tirol, nach ihrem Leitnamen Adalbert bzw. Albert auch Albertiner genannt, sind ein ausgestorbenes Adelsgeschlecht des Mittelalters. Ihr Herrschaftsbereich entstand rund um das namengebende Schloss Tirol bei Meran im heutigen Südtirol und bildete die Keimzelle der historischen Grafschaft Tirol. Das Geschlecht ist erstmals im 11. Jahrhundert nachweisbar und starb mit Albert III. 1253 aus. Der Titel Graf von Tirol wurde in der Folge von Vertretern anderer Adelsgeschlechter getragen (zunächst von den Meinhardinern, ab 1363 vom Haus Habsburg), bis er 1918 erlosch.

## Geschichte
Die Albertiner entstammten ursprünglich den bayerischen Eurasburgern. Im Kontext des Investiturstreits erwarben sie als Parteigänger von Kaiser Heinrich IV. im 11. Jahrhundert zunächst Herrschaftsrechte im Eisacktal und in der Folge Vogteirechte und Reichslehen im Vinschgau und setzten sich damit im mittleren Alpenraum entlang den alpenquerenden Transitrouten über Reschen und Brenner fest. Im frühen 12. Jahrhundert sind erste Baumaßnahmen zur Errichtung ihrer den Raum zwischen Meran und Bozen beherrschenden Hauptburg Schloss Tirol anzusetzen. Die Burg wurde in mehreren Bauphasen sukzessive zur namengebenden Residenzburg der um die Mitte des 13. Jahrhunderts namentlich bezeugten Grafschaft Tirol ausgebaut, ehe die Dynasten mit Albert III. im Jahr 1253 ausstarben. Die Tiroler Grafen konkurrierten in ihrem Bestreben um Ausbau einer eigenständigen Landesherrschaft insbesondere mit den Grafen von Eppan, die sie 1235 militärisch besiegten, und mit den Bischofskirchen von Trient, Chur und Brixen, deren Besitzungen und Rechte sie als Vögte zur eigenen Machtsteigerung auf Kosten der Bischofskirchen erfolgreich nutzten. Ihre Rechte fielen in der Folge an die Meinhardiner.

## Wappen
Im silbernen Schild ein nach rechts gewendeter, bekrönter roter Adler mit goldenen Flügelspangen mit Kleeblattenden (Tiroler Adler). Helmzier ist ein geschlossener schwarzer Adlerflug, der von einer goldenen Zindelbinde umfasst wird, von der eine Reihe goldener Lindenblätter abhängt.

## Genealogie
1. Adalbert I. von Eurasburg, Freisinger Vitztum im Lurngau, Inhaber von Grafschaftsrechten im Eisacktal und von Vogteirechten im Vinschgau (1096 erwähnt) ⚭ Berta
  1. Adalbert II. von Eurasburg, um 1102 Inhaber der Grafschaftsrechte im Vinschgau und der Vogtei über das Hochstift Trient
    1. Adalbert III. von Eurasburg (1106 urkundlich genannt; † 1125), Nachfolger in den vorgenannten Rechten und Positionen
      1. Albert I. von Tirol (1141 als de Tyroles genannt; † 1165), Graf im Vinschgau
      2. Berthold von Tirol (1141 als de Tyroles genannt; † 1180), Graf im Vinschgau
        1. Albert II. von Tirol († um 1191)
          1. Albert III. von Tirol (* ca. 1180; † 1253)